# Four Brothers (groupe)
Cet article concerne le groupe. Pour les autres significations, voir Four Brothers.
Four Brothers est un groupe zimbabwéen de pop, originaire de Harare. Il est le groupe du Zimbabwe le plus connu et reconnu internationalement. Les membres n'étaient pas littéralement frères. Ils jouaient de la pop à rythme rapide avec des chansons chantées en anglais. Leur son de guitare à cordes pincées Lead rappelle le son de l' instrument africain mbira et il est un style Jit-jive.

## Histoire

### Débuts
Formé au Zimbabwe, (puis en Rhodésie) en 1977 par Marshall Munhumunye l'oncle maternel de la star zimbabwéenne Thomas Mapfumo et Never Mutare avec Edward Matigasi et Aleck Chipaika, le groupe a acquis une reconnaissance internationale à la fin des années 1980 avec le DJ britannique de la BBC Radio 1, John Peel, leur défenseur le plus connu. Lors de la formation du groupe, la musique traditionnelle africaine en Rhodésie était interdite. Les Four Brothers jouent donc des reprises de rock 'n' roll d'artistes bien connus comme les Beatles. Ils occupent un poste de résident au bar Saratoga de Salisbury (aujourd'hui Harare).
Après la guerre d'indépendance de Chimurenga au Zimbabwe, il est possible de rejouer la musique traditionnelle. Le format et les instruments du groupe sont clairement influencés par le rock 'n' roll occidental mais le son est évidemment originaire d'Afrique. La guitare solo est jouée de manière à sonner comme une harpe. La chimurenga est une musique populaire inventée et popularisée par Thomas Mapfumo qui développe un style basé sur la musique traditionnelle shona utilisant le mbira ; cette musique est jouée avec une instrumentation électrique moderne qui accompagne des chants caractérisés par des contenus sociaux et politiques. Chimurenga fait allusion à la lutte qui meène le Zimbabwe à l'indépendance dans les années 1980. C'est un mot de la langue shona qui signifie « rébellion ». Il est utilisé pour désigner les insurrections nbédélé.
Marshall Munhumunye écrit la plupart des chansons et de la musique du groupe ainsi que de manière inhabituelle en tant que chanteur et batteur. Leur premier grand succès au Zimbabwe, Makorokoto, célèbre l'indépendance du Zimbabwe. Makorokoto signifie « Félicitations » en français.

### Succès et séparation
Après avoir signé un accord avec le label britannique Cooking Vinyl, le groupe fait une tournée au Royaume-Uni et au Canada. Cela apporte apparemment au groupe une plus grande liberté musicale lui permettant d'acheter de nouveaux instruments et d'enregistrer davantage[réf. nécessaire]. Le DJ de la BBC Radio 1, John Peel, défend The Four Brothers au Royaume-Uni. Ils enregistrent quatre sessions radio pour son émission entre 1988 et 2000. Le groupe joue à la fête surprise du 50e anniversaire de Peel à son domicile et il sélectionne Earth's Tests comme l'un de ses disques préférés de tous les temps sur l'émission de radio Desert Island Discs. en 1990. Peel est souvent cité comme décrivant les Four Brothers comme « ... le meilleur groupe live du monde »[réf. nécessaire].

### Décès des principaux membres
En 1997, le membre fondateur Marshall Inhuman est victime d'un accident vasculaire cérébral à la suite d'un accident de voiture. Il ne peut continuer à jouer avec le groupe, et est remplacé par Albert Ruwizhi. Une personne[pas clair] décède en 2001 à l'âge de 49 ans, et le bassiste Never Mutare décède l'année suivante. Le dernier membre survivant, Frank Sibanda décède paisiblement en décembre 2010.

## Polémiques et postérité
En 2007, l'ancien membre du groupe James Nyamande qui avait été expulsé par Frank Sibanda après sa disparition en 2002, tente de réanimer le groupe mais a échoué. À ce moment-là, il avait formé son propre groupe, les Makombe Brothers , bien que ce groupe ait interprété plusieurs chansons de Four Brothers. En 2012, Nyamande sort un album sous le nom de Four Brothers dans le but de préserver l'héritage du groupe, mais est condamné par un tribunal civil à ne pas utiliser le nom, après une objection de la famille de Marshall Munhumunye.
En 2016, Marshall Munhumunye Jr., le fils du fondateur, rejoint le nouveau groupe Four Brothers / Cups Brothers en tant qu'administrateur, afin de préserver l'héritage de son père.